# Jessye Ella Ekogha
 (novembre 2020).
Jessye Ella Ekogha, né le 28 décembre 1987 à Tours ( Indre-et-Loire, en France), est un conseiller en communication gabonais.
Il commence sa carrière professionnelle dans la communication digitale en 2009 par le lancement du site internet de petites annonces Gaboncoin.com. Après avoir dirigé l'agence de communication digitale Sodepsi en 2015 puis la communication digitale de l'agence WPP, il rejoint la Fondation Syvia Bongo Ondimba en 2018 comme directeur de la communication et du développement.
Au conseil des ministres du 5 décembre 2019, il est nommé conseiller spécial du président de la République gabonaise, responsable du pôle communication et Porte-Parole de la Présidence.

## Biographie

### Famille
Jessye Ella Ekogha naît le 28 décembre 1987. Son père, Jean-Claude Ella Ekogha, ancien chef d'État major général des Forces armées gabonaises et Conseiller du Président de la République pour les affaires de défense, meurt le 22 novembre 2015 à Libreville,.

### Formation
Diplômé d'une licence en langues étrangères appliquées de l'université de Tours en 2008, Jessye Ella Ekogha poursuit ses études supérieures à l'INSEEC où il obtient un master 2 en commerce international en 2012. 
Au cours de la même année, il fait l'école spéciale militaire de Saint-Cyr pour une formation au management opérationnel de quelques jours accessibles aux enfants d'anciens diplômés de Saint-Cyr.

### Carrière professionnelle
En février 2018, après en avoir été le consultant digital, il est nommé directeur de la communication et du développement de la Fondation Sylvia Bongo Ondimba, une institution engagée dans des œuvres à caractère social. 
Nommé conseiller à la présidence de la République gabonaise lors du conseil des ministres du 7 novembre 2019, Jessye Ella Ekogha se voit confier les fonctions de porte-parole et de responsable de la communication de cette Institution à la faveur du conseil des ministres du 5 décembre 2019.
Lors du coup d'État d'août 2023, il est arrêté pour « haute trahison » et corruption.